# 신덴촌 (사이타마현)
신덴촌(新田村)은 사이타마현의 남동부 기타아다치군에 속했던 촌이다.

## 역사
- 1889년 4월 1일 - 정촌제 시행에 수반해 기타아다치군 신덴촌이 성립하였다.
- 1955년 1월 1일 - 소카정, 야쓰카정과 합병해 소카정이 되었다.

## 교통

### 철도
- 도부철도
  - 이세사키선